# Gynoplistia (Gynoplistia) nigrithorax
Gynoplistia (Gynoplistia) nigrithorax is een tweevleugelige uit de familie steltmuggen (Limoniidae). De soort komt voor in het Australaziatisch gebied.